# Maciço de Sainte-Baume

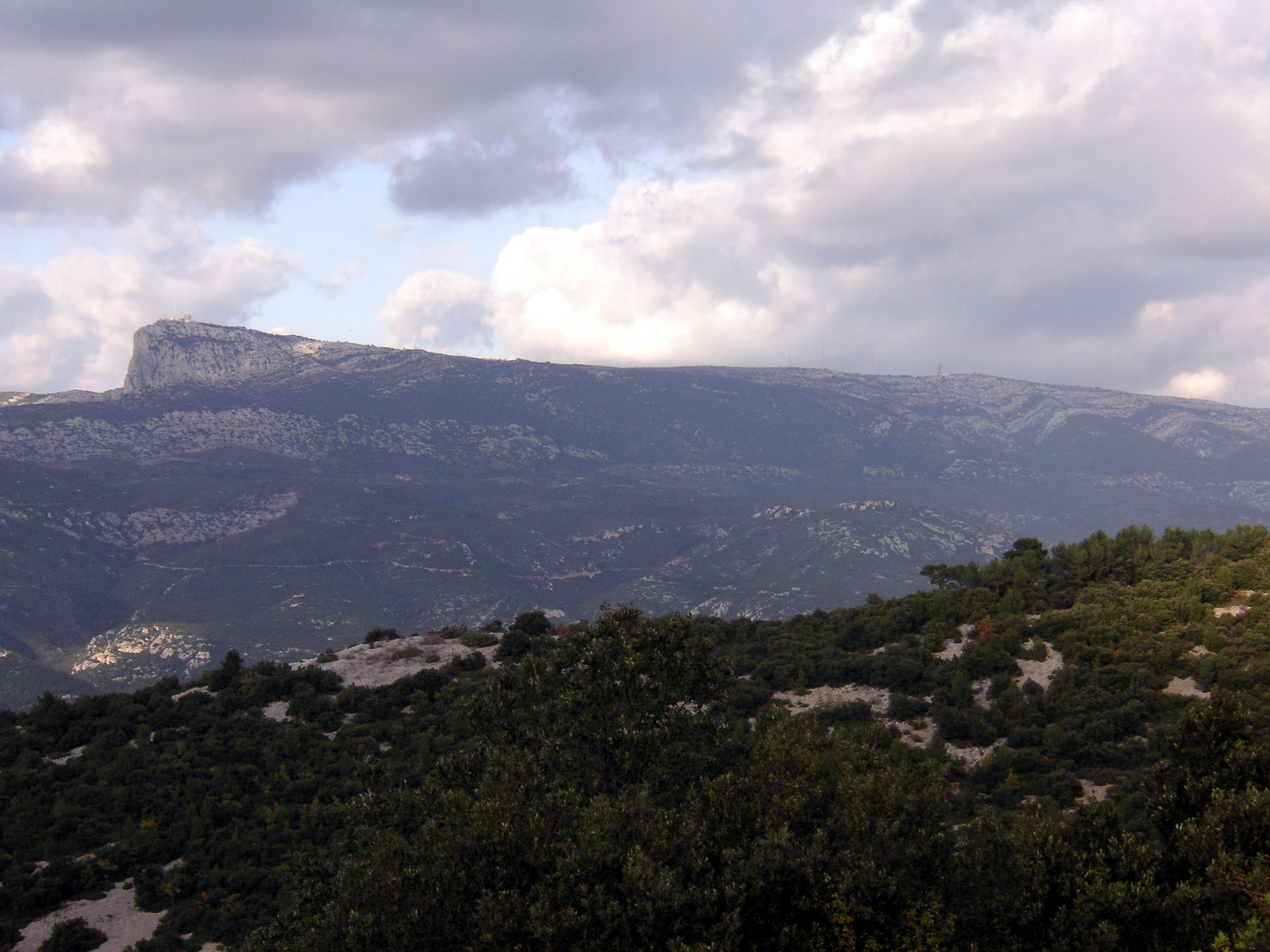
Maciço de Saint-Baume

O maciço de Sainte-Baume (em provençal:Massís de la Santa Bauma de acordo com a ortografia clássica, e La Santo Baumo, segundo a ortografia  ocitana) é uma montanha que se estende entre os departamentos do Bouches-du-Rhône e Var no Sul da França. No ponto mais alto mede 1147 m.

## Tradição de Maria Madalena

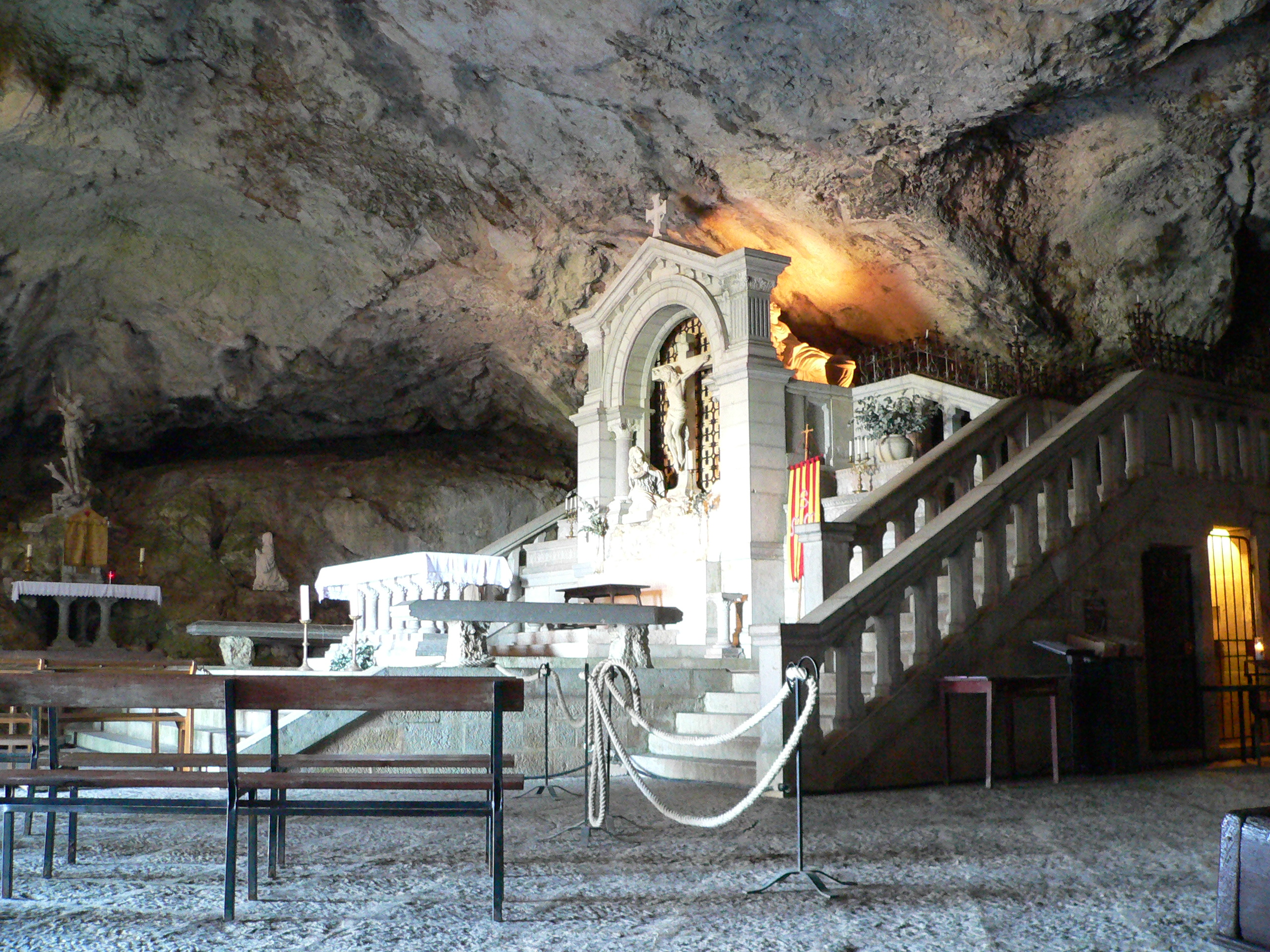
No interior da gruta

Segundo a tradição francesa, Maria Madalena, Lázaro de Betânia, Maximino, um dos Setenta Discípulos, Marcela e outros companheiros, expulsos da Terra Santa, atravessaram o Mediterrâneo numa frágil embarcação, sem leme e sem mastro, e chegaram a um local chamado de Saintes-Maries-de-la-Mer perto de Arles. Maria Madalena foi até Marselhae converteu toda a Provença. Diz-se que Madalena passou a viver numa gruta numa colina perto de Marselha, La Sainte-Baume ("Santa Gruta", baumo em provençal), entregando-se a uma vida de penitência durante 30 anos. A gruta é agora um local de peregrinação.